# Venøsund
Die Venøsund ist eine dänische Fähre, die die im Limfjord liegende Fährstrecke Kleppen–Venø befährt. Sie ist für die Fährstrecke Reservefähre, die bei Ausfall der regulär im Einsatz befindlichen Fähre sofort einsatzbereit ist.
Die durch Venø Færgefart betriebene Fährverbindung von der Insel Venø zum Festland ist mit 266 m Länge die kürzeste Autofährstrecke Dänemarks.

## Geschichte
Die Fähre war von 1931 bis 1956 bei der Branden-Fur Færgefart im Einsatz. Als die Fähre, die damals Fuursund hieß, für die Fur-Überfahrt zu klein wurde, wurde 1956 Venø Færgefart gegründet. Die Gesellschaft kaufte das Schiff für einen Preis von 30.000 Kronen und baute es für weitere 26.000 Kronen um. Am 6. Juni 1958 erfolgte der erste Einsatz unter dem neuen Namen Venøsund.

## Einsatz
Das Schiff verkehrte als einzige Fähre auf der Strecke Venø–Kleppen, bis 1973 die größere Fähre Venøsund II hinzukam, die jedoch erst 1976 ihren Betrieb aufnahm. Die Venøsund behielt die Nachtschicht und die Fahrten an den Vormittagen am Wochenende.
Der vorerst letzte Einsatz erfolgte vom 29. März bis zum 3. April 2023, als bei der regelmäßigen Fähre Venø Færgen nach einem Unfall die Bugklappe repariert werden musste.

## Venøsund Færgelaug
Am 15. Januar 2011, als der Fährbetreiber die neue Venø Færgen als Ersatz für die Venøsund II in Betrieb nahm, wurde der Verein Venøsund Færgelaug gegründet. Am 18. Juni 2011 wurde die Venøsund im Hafen von Venø offiziell an den Fährverein übergeben. Die Stadt Struer, die seit 1975 die Reederei Venø Færgefart betreibt, wollte die Fähre als Teil der lokalen Kulturgeschichte rund um den Fährbetrieb des Limfjords erhalten.
Das Schiff wurde 2011 als schwimmendes Kulturdenkmal eingestuft.